# Thelypteris scolopendrioides
Thelypteris scolopendrioides là một loài thực vật có mạch trong họ Thelypteridaceae. Loài này được (L.) Proctor miêu tả khoa học đầu tiên năm 1953.